# 1556
Het jaar 1556 is het 56e jaar in de 16e eeuw volgens de christelijke jaartelling.

## Gebeurtenissen
januari
- 16 - Keizer Karel V legt het koningschap in de Spaanse koninkrijken neer ten gunste van zijn zoon Filips.
- 23 - De Shaanxi aardbeving, de hevigste uit de geschiedenis, kost het leven aan 830.000 mensen in China.

februari
- 5 - Het Bestand van Vaucelles wordt getekend door Frankrijk en het Habsburgs-Bourgondische Rijk.

mei
- 10 - Bernhard van Nassau-Beilstein wordt opgevolgd door zijn neef Johan III.

juni
- 10 - Karel V draagt ook de Franche Comté, het restant van het Bourgondische hertogdom, over aan Filips II.

september
- 5 - 7 - Karel V draagt de keizerlijke waardigheid over aan zijn broer Ferdinand.

november
- 5 - Overwinning van Bairam Khan in de Tweede Slag bij Panipat, waarmee hij de troon voor de jeugdige Akbar veiligstelt.
- 11 - In Meurs trouwen graaf Willem IV van den Bergh en Maria van Nassau.

zonder datum
- De Zweedse prins Johan, jongere broer van de koning, wordt hertog van Finland.
- Hertog Christoph van Württemberg sluit definitief de Abdij van Maulbronn en vestigt een evangelisch-luthers internaat in de gebouwen.
- Het eilandje Neuwerk wordt ingepolderd.

## Beeldende kunst

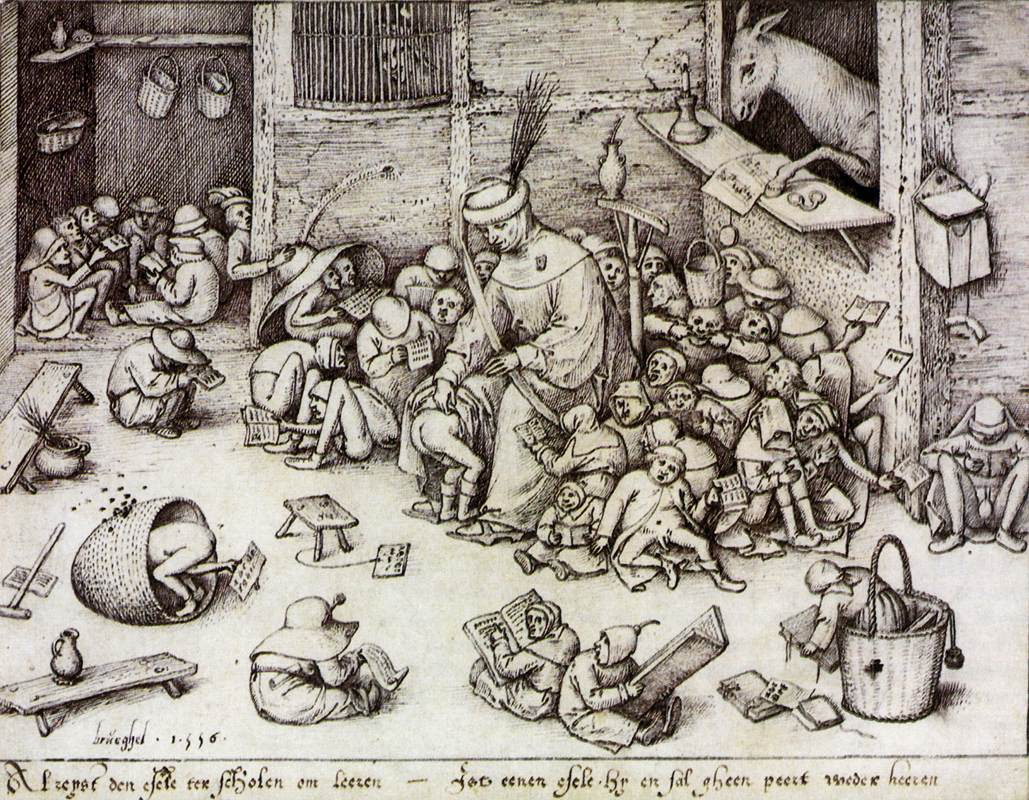
Gravure naar Pieter Brueghel de Oude, 1556. Al rijst den esele ter scholen om leeren, ist eenen esele hij en zal gheen peert weder keeren

## Bouwkunst

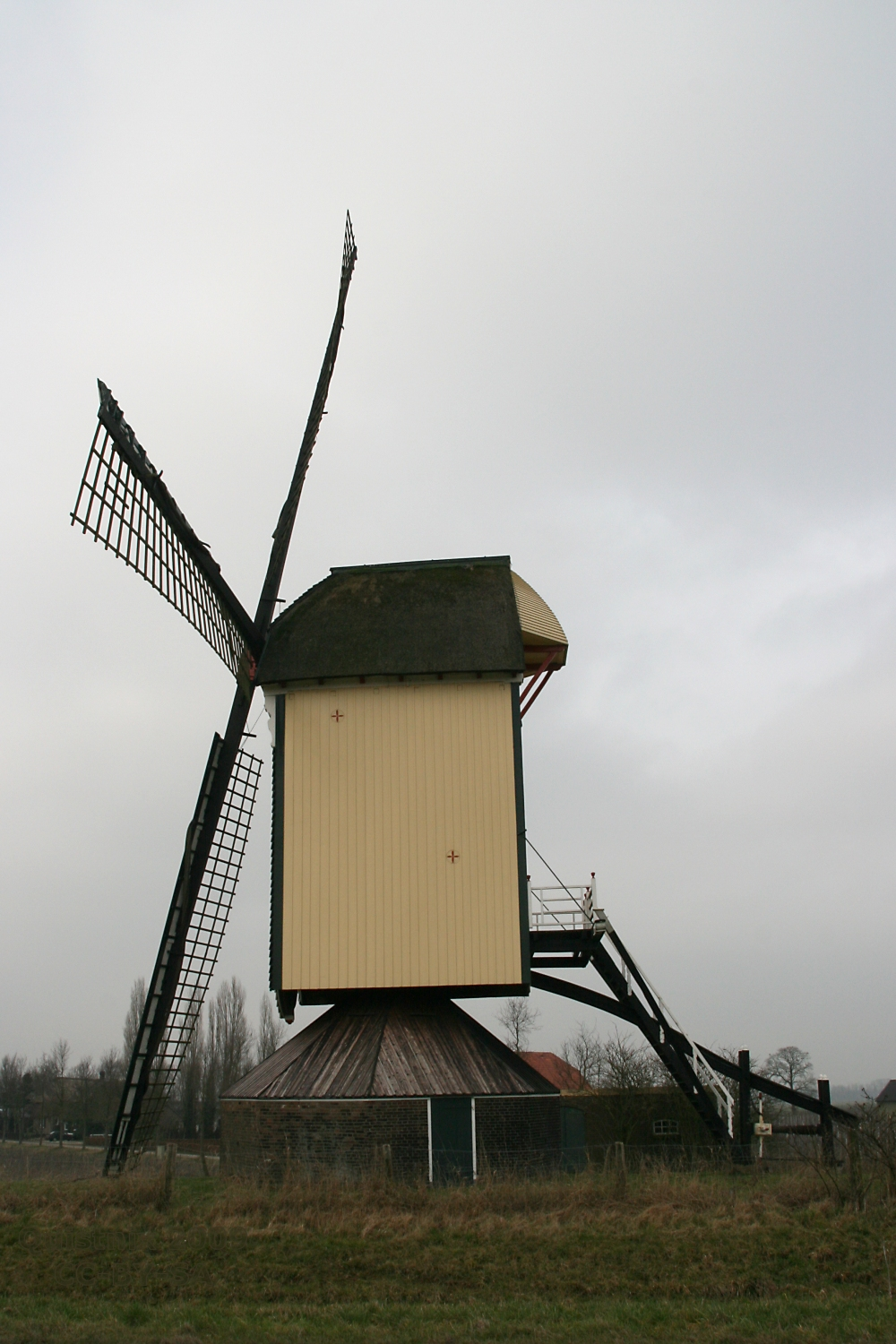
Standerdmolen Batenburg (1556)

## Geboren
februari
- 7 - Maria van Nassau, tweede dochter van Willem van Oranje (overleden 1616)

maart
- 18 - (te Parijs) - François Hercule de Valois, beter bekend als de hertog van Anjou

december
- 27 - Johanna de Lestonnac, Franse ordestichter en heilige (overleden 1640)

## Overleden
januari
- 5 - Adolf IV van Nassau-Idstein (37), graaf van Nassau-Idstein

mei
- 10 - Bernhard van Nassau-Beilstein, graaf van Nassau-Beilstein

juni
- 10 - Martin Agricola (70), een Duitse componist van renaissancemuziek en een muziektheoreticus

juli
- 31 - Ignatius van Loyola, bekend door zijn aandeel in de oprichting van de Jezuïetenorde

december
- 23 - Nicholas Udall (52), Engels toneelschrijver

datum onbekend
- Richard Chancellor, Engels zeevaarder en handelaar, verdrinkt voor de Schotse kust